# 第33届大众电影百花奖
第33届大众电影百花奖是中国文学艺术界联合会、中国电影家协会和唐山市人民政府为表彰2014年3月-2016年2月杰出华语片颁发的群众性电影奖项。颁奖典礼暨第25届金鸡百花电影节闭幕式于2016年9月24日晚在河北省唐山市举行。

## 评选流程
2016年5月17日，由中国电影家协委托的100名影院经理组成的初选委员会，从2014年3月至2016年2月公映的符合条件的221部影片中，投票产生10部候选影片。
2016年5月17日至8月10日，观众进行投票，产生提名名单。8月23日组委会公布提名名单。
在全国所有的投票观众中选拔出终评委员会，于9月24日晚的颁奖典礼现场以按表决器的方式当场投票，评选出最终获奖者。

## 候选名单

### 最佳影片候选（10部）
- 《老炮儿》
- 《寻龙诀》
- 《战狼》
- 《亲爱的》
- 《捉妖记》
- 《夏洛特烦恼》
- 《烈日灼心》
- 《狼图腾》
- 《智取威虎山》
- 《滚蛋吧！肿瘤君》

### 最佳编剧候选者（9组）
- 吴 京  刘毅  董群  高岩（电影《战狼》编剧）
- 张冀（电影《亲爱的》编剧）
- 张家鲁（电影《寻龙诀》编剧）
- 袁媛  张维重（电影《滚蛋吧！肿瘤君》编剧）
- 袁锦麟（电影《捉妖记》编剧）
- 黄欣  李杨  徐克  吴兵  董哲  林启安（电影《智取威虎山》编剧）
- 曹保平  焦华静（电影《烈日灼心》编剧）
- 彭大魔  闫非（电影《夏洛特烦恼》编剧）
- 董润年  管虎（电影《老炮儿》编剧）

### 最佳导演候选者（9组）
- 乌尔善（电影《寻龙诀》导演）
- 闫非  彭大魔（电影《夏洛特烦恼》导演）
- 许诚毅（电影《捉妖记》导演）
- 吴京（电影《战狼》导演）
- 陈可辛（电影《亲爱的》导演）
- 徐克（电影《智取威虎山》导演）
- 曹保平（电影《烈日灼心》导演）
- 韩延（电影《滚蛋吧！肿瘤君》导演）
- 管虎（电影《老炮儿》导演）

### 最佳男主角候选者（9人）
- 井柏然（电影《捉妖记》中饰演宋天荫）
- 邓超（电影《烈日灼心》中饰演辛小丰）
- 冯小刚（电影《老炮儿》中饰演张学军）
- 冯绍峰（电影《狼图腾》中饰演陈阵）
- 吴京（电影《战狼》中饰演冷锋）
- 沈腾（电影《夏洛特烦恼》中饰演夏洛）
- 张涵予（电影《智取威虎山》中饰演杨子荣）
- 黄渤（电影《寻龙诀》中饰演王凯旋）
- 黄渤（电影《亲爱的》中饰演田文军）

### 最佳女主角候选者（8人）
- 马丽（电影《夏洛特烦恼》中饰演马冬梅）
- 白百何（电影《捉妖记》中饰演霍晓岚）
- 白百何（电影《滚蛋吧！肿瘤君》中饰演熊顿）
- 许晴（电影《老炮儿》中饰演话匣子）
- 余男（电影《战狼》中饰演龙小云）
- 余男（电影《智取威虎山》中饰演马青莲）
- 赵薇（电影《亲爱的》中饰演李红琴）
- 舒淇（电影《寻龙诀》中饰演Shirley杨）

### 最佳男配角候选者（9人）
- 艾伦（电影《夏洛特烦恼》中饰演大春）
- 刘芮麟（电影《滚蛋吧！肿瘤君》中饰演小夏）
- 李易峰（电影《老炮儿》中饰演张晓波）
- 张译（电影《亲爱的》中饰演韩德忠）
- 陈晓（电影《智取威虎山》中饰演高波）
- 段奕宏（电影《烈日灼心》中饰演伊谷春）
- 姜武（电影《捉妖记》中饰演罗钢）
- 夏雨（电影《寻龙诀》中饰演大金牙）
- 倪大红（电影《战狼》中饰演敏登）

### 最佳女配角候选者（5人）
- 王智（电影《夏洛特烦恼》中饰演秋雅）
- 李媛（电影《滚蛋吧！肿瘤君》中饰演夏梦）
- 杨颖（电影《寻龙诀》中饰演丁思甜）
- 姚晨（电影《捉妖记》中饰演女厨神）
- 梁静（电影《老炮儿》中饰演灯罩儿媳妇）

### 最佳新人候选者（3人）
- 庄小龙（电影《战狼》中饰演板砖）
- 李一情（电影《亲爱的》中饰演杨吉芳）
- 颜卓灵（电影《寻龙诀》中饰演洋子）

## 提名及得奖名单
下列之标记为该奖项之获奖者。
| 奖项       | 获奖者 | 开奖嘉宾/>颁奖嘉宾          |
| ---------- | --- | --------------------------- |
| 最佳影片奖 | - 《烈日灼心》 - 《战狼》 - 《捉妖记》 - 《夏洛特烦恼》 - 《寻龙诀》                                                                               | 尹力、吴军/王晓棠、李行     |
| 优秀影片奖 | - 《战狼》 - 《捉妖记》 - 《夏洛特烦恼》 - 《寻龙诀》                                                                                              | 尹力、吴军/陈力、翟俊杰     |
| 最佳导演   | - 乌尔善《寻龙诀》 - 许诚毅《捉妖记》 - 吴京《战狼》 - 陈可辛《亲爱的》 - 管虎《老炮儿》                                                           | 严浩、黄建新/李前宽、朱延平 |
| 最佳编剧   | - 曹保平、焦华静《烈日灼心》 - 吴京、刘毅、董群、高岩《战狼》 - 张冀《亲爱的》 - 袁锦麟《捉妖记》 - 彭大魔、闫非《夏洛特烦恼》                     | 张信哲、孙茜/麦丽丝、苏叔阳 |
| 最佳男主角 | - 冯绍峰《狼图腾》饰演陈阵 - 井柏然《捉妖记》饰演宋天荫 - 邓超《烈日灼心》饰演辛小丰 - 冯小刚《老炮儿》饰演张学军 - 黄渤《亲爱的》饰演田文军       | 卢燕、黄晓明/艾丽娅、何群   |
| 最佳女主角 | - 许晴《老炮儿》饰演话匣子 - 白百何《捉妖记》饰演霍晓岚 - 余男《战狼》饰演龙小云 - 赵薇《亲爱的》饰演李红琴 - 舒淇《寻龙诀》饰演Shirley杨          | 颜丙燕、侯勇/田华、祝希娟   |
| 最佳男配角 | - 李易峰《老炮儿》饰演张晓波 - 张译《亲爱的》饰演韩德忠 - 陈晓《智取威虎山》饰演高波 - 段奕宏《烈日灼心》饰演伊谷春 - 夏雨《寻龙诀》饰演大金牙     | 陶泽如、左小青/吴可、邱心志 |
| 最佳女配角 | - 杨颖《寻龙诀》饰演丁思甜 - 王智《夏洛特烦恼》饰演秋雅 - 李媛《滚蛋吧！肿瘤君》饰演夏梦 - 姚晨《捉妖记》饰演女厨神 - 梁静《老炮儿》饰演灯罩儿媳妇 | 何赛飞、冯巩/王馥荔、王霙   |
| 最佳新人   | - 庄小龙《战狼》饰演板砖 - 李一情《亲爱的》饰演杨吉芳 - 颜卓灵《寻龙诀》饰演洋子                                                                   | 温兆伦、包贝尔/宋晓英、卢奇 |

### 特别表彰
| 奖项                             | 获奖者                          | 开奖嘉宾/颁奖嘉宾   |
| -------------------------------- | ------------------------------- | ------------------- |
| 中国电影金鸡奖终身成就电影艺术家 | - 陶玉玲 - 葛存壮 - 梁信 - 谢芳 | 任鲁豫/孙家正、赵实 |
| 组委会特别表彰影片               | - 《智取威虎山》                | 李雪健              |

## 典礼流程

### 开颁奖嘉宾
以现场颁奖顺序排序。
| 奖项名                           | 开颁奖嘉宾                   | 备注 |
| -------------------------------- | ---------------------------- | ---- |
| 最佳男配角                       | 陶泽如、左小青、吴可、邱心志 |      |
| 最佳女配角                       | 何赛飞、冯巩、王馥荔、王霙   |      |
| 最佳新人                         | 温兆伦、包贝尔、宋晓英、卢奇 |      |
| 最佳编剧                         | 张信哲、孙茜、麦丽丝、苏叔阳 |      |
| 中国电影金鸡奖终身成就电影艺术家 | 任鲁豫、孙家正、赵实         |      |
| 最佳男主角                       | 卢燕、黄晓明、艾丽娅、何群   |      |
| 最佳女主角                       | 颜丙燕、侯勇、田华、祝希娟   |      |
| 最佳导演                         | 严浩、黄建新、李前宽、朱延平 |      |
| 组委会特别表彰                   | 李雪健                       |      |
| 优秀故事片                       | 尹力、吴军、陈力、翟俊杰     |      |
| 最佳故事片                       | 尹力、吴军、王晓棠、李行     |      |

### 表演节目
| 节目名             | 表演者                               | 备注   |
| ------------------ | ------------------------------------ | ------ |
| 歌舞《时光正好》   | 郁可唯、刘芳、王杰、吉林市歌舞团     |        |
| 歌曲《山花烂漫时》 | 常石磊                               | 主题曲 |
| 杂技《花枝俏》     | 中国杂技团、唐山市群众文化馆         |        |
| 歌舞《爱相随》     | 喻越越、税子铭、杨紫嫣               |        |
| 歌曲《美丽人生》   | 曹格、吉林市歌舞团                   |        |
| 舞蹈《百花争艳》   | 宋艺博、刘紫藏、中央民族大学舞蹈学院 |        |
| 歌曲《信仰》       | 张信哲                               |        |
| 歌舞《阳光路上》   | 群星                                 |        |